# دروازه‌های کهن گنجه
دروازه‌های کهن گنجه (انگلیسی: Ancient Gates of Ganja) شماری از دروازه‌های مربوط به سده‌های ۱۰ و ۱۱ میلادی در شهر گنجه و کشور جمهوری آذربایجان است.

## تاریخچه
در سال ۱۰۶۳ میلادی، شاوور یکم، فرمانروای دودمان شدادیان، تصمیم گرفت دژی در پیرامون گنجه بسازد. در پی این دستور شش دروازه بزرگ در پیرامون شهر ساخته شد. به دستور شاوور استاد ابراهیم بن عثمان دروازه‌ها را ساخت. دروازه‌ها از جنس چدن بود که از بیرون با آذین‌بندی مهر و موم شده بود.
این زیور و آذین‌بندی حاوی نام استاد به زبان کوفی و تاریخ پایان ساخت دروازه بود. کتیبه‌هایی به عربی کوفی بر بخش‌های باقی‌مانده از دروازه درباره شاوور یکم نوشته شده است.

در سال ۱۱۳۹ میلادی، زمین‌لرزه‌ای بزرگ گنجه را لرزاند و شهر را ویران کرد. شدت زلزله به اندازه‌ای بود که بخش بالای کوه کپز در جنوب غربی شهر شکسته شد و به رودخانه آغ‌سو سقوط کرد و دریاچه گویگول و دریاچه‌های کوچک دیگری را ایجاد کرد. پادشاه دمتریوس یکم گرجستان از این زمین‌لرزه برای حمله و غارت گنجه بی‌دفاع بهره برد. او دروازه‌ها را به عنوان غنیمت خود تسخیر کرد. شهروندان گنجه‌ای که جان سالم به در برده بودند، دروازه‌ها را - به وزن چندین تن - بر پشت خود حمل کردند.
اکنون تنها نیمی از دروازه باقی مانده است. این بنا در دیوار صومعه گلاتی در برابر آرامگاه پادشاه گرجستان داوید چهارم ساخته شده است. امروزه بخشی از این دروازه به دیوار رو به آرامگاه داوود اول در حیاط خانقاه بسته شده است.

## نگارخانه

دروازه‌های گنجه
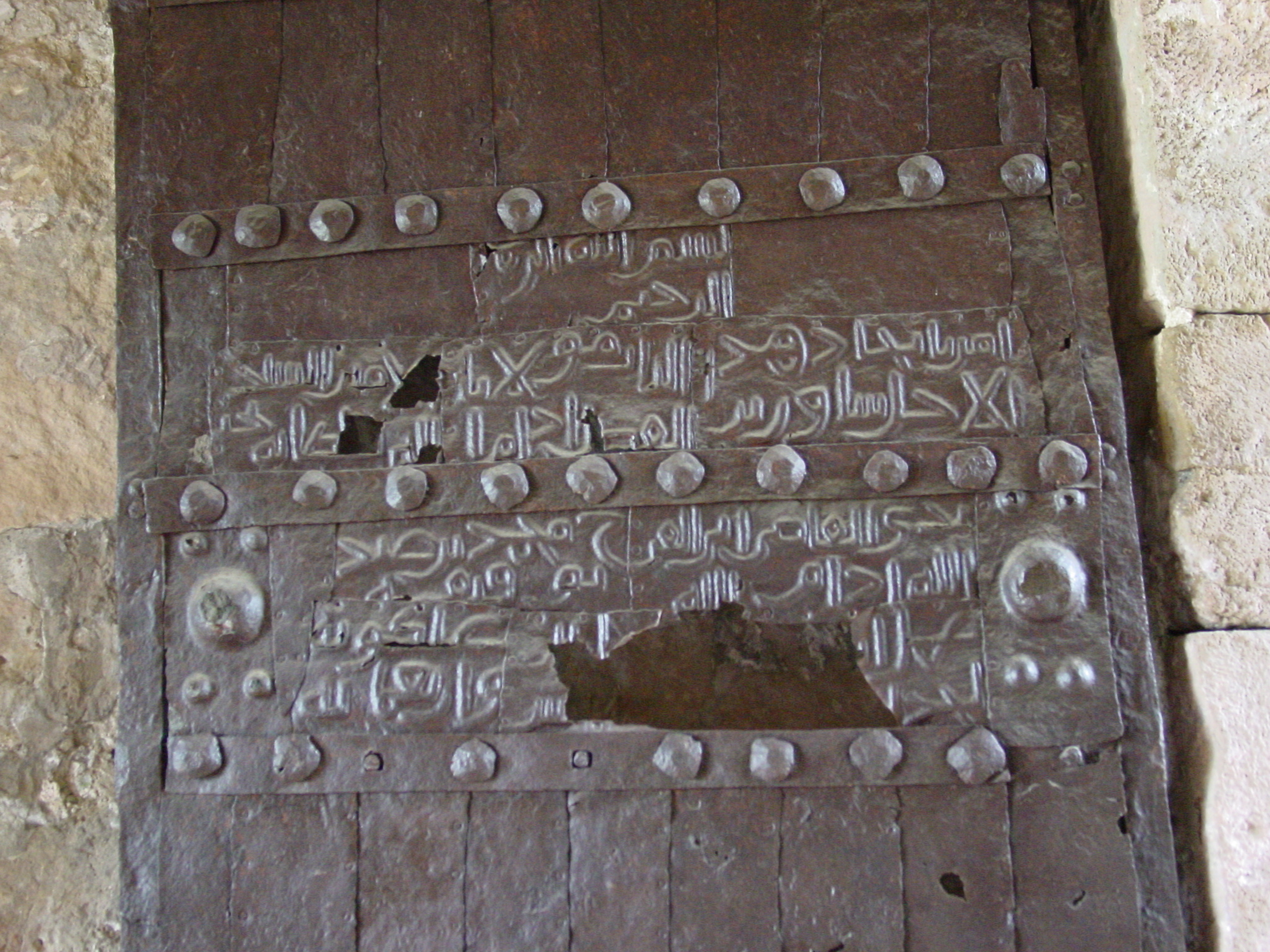
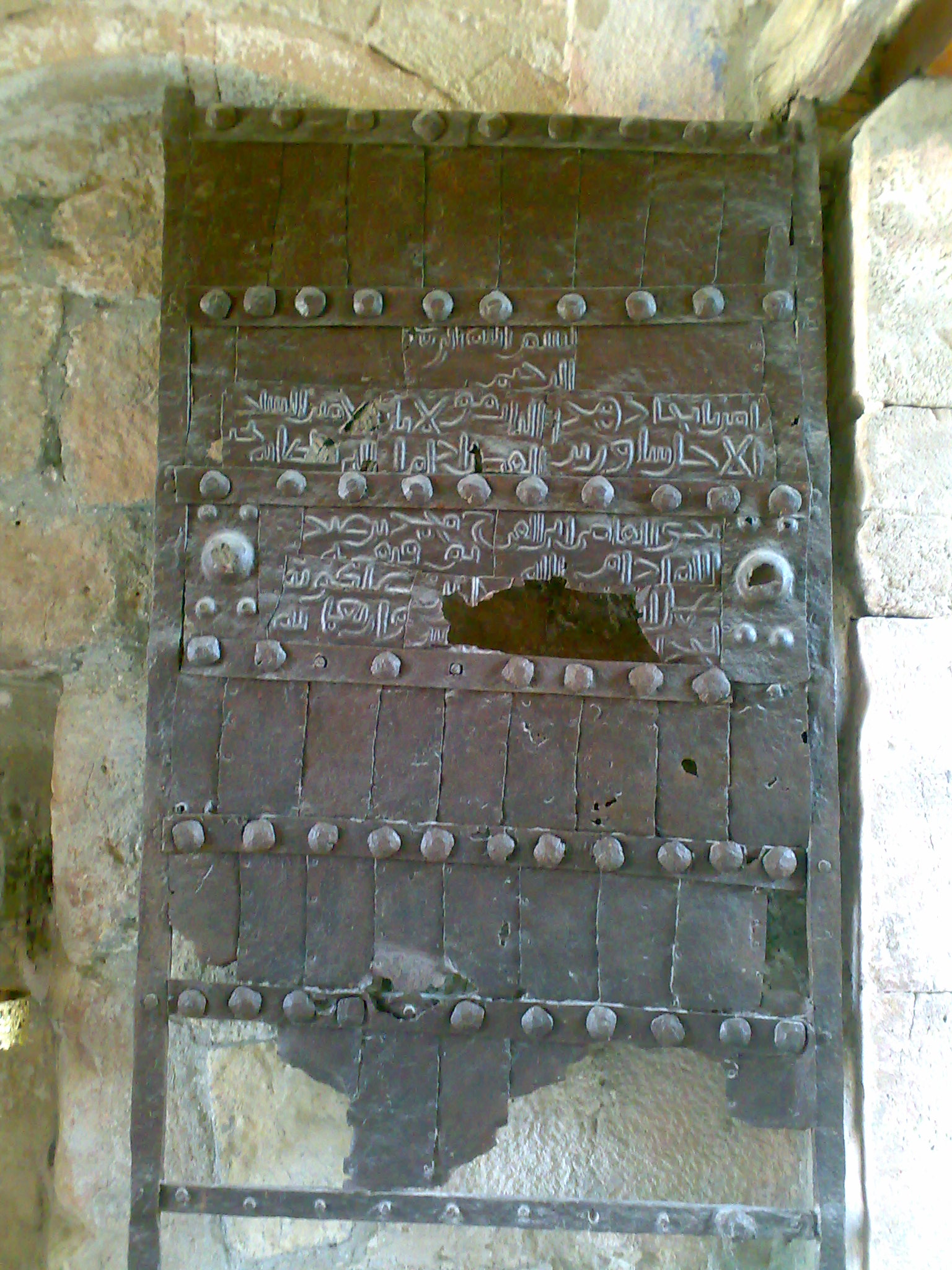